# Günter Ehnert

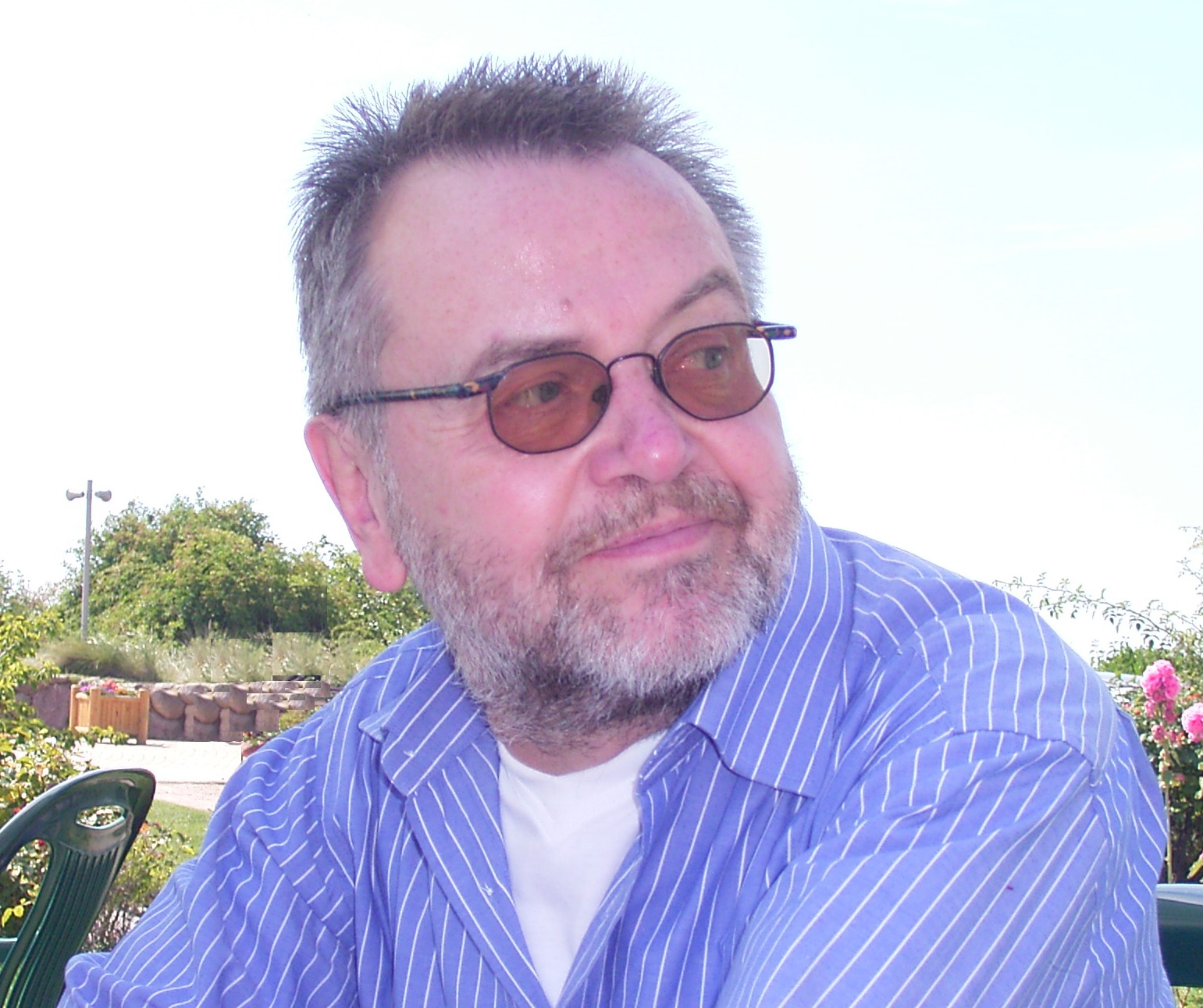
Günter Ehnert

Günter Ehnert (geboren 24. April 1943 in Chemnitz) ist ein deutscher Sachbuchautor und Verleger. Seine Publikationen umfassen die deutschen, britischen und amerikanischen Hitlisten seit 1950.

## Leben
Nach einem Studium an der Werbefachlichen Akademie Hamburg war Günter Ehnert von 1965 bis 1968 als Werbeleiter bei Büsing & Fasch in Oldenburg und von 1968 bis 1971 als stellvertretender Werbeleiter bei der Deutschen Grammophon in Hamburg tätig. Ihm oblag die Konzeption und Redaktion der Kundenzeitschrift Musik-Boutique, die in einer Auflage von 500.000 Exemplaren kostenlos über Schallplattenläden verteilt wurde. Es folgte eine Tätigkeit als freiberuflicher Journalist in Hamburg. 1975 übernahm er eine Stellung als Promotionchef des Deutschrock-Labels Brain.
Ab 1974 begann Ehnert mit den ersten Chart-Auswertungen, die er in der Folgezeit über den von ihm gegründeten Taurus Press Verlag publizierte. 1975 folgte die erste Ausgabe des Lexikons Rock in Deutschland, 1979 und 1984 erfolgten weitere, erweiterte Ausgaben. Alle drei Ausgaben wurden auf der CD-ROM Rock in Deutschland zusammengefasst.
Nach einem jahrelangen Rechtsstreit mit der Media Control gab der Bundesgerichtshof im Jahr 2005 der Klage von Media Control gegen den Verlag Taurus Press statt. Demnach wurde Ehnert der Verkauf von „Hit-Bilanz“-Statistiken der deutschen Charts in Buchform und auf CD-ROM innerhalb der Schutzfrist für Datenbanken untersagt; Inzwischen sind alle Werke wieder frei verkäuflich.

## Trivia
Im Jahr 1984 verklagte Johnny Cash den Taurus Press Verlag, da dieser in der 1982er Ausgabe des Rockmusik-Lexikon anführte, Cash sei unehrenhaft aus der Air Force entlassen worden. Ehnert konnte nachweisen, dass diese Formulierung bereits im Munzinger-Archiv und der Zeit verwendet wurden. Da bereits 10.000 Exemplare verkauft waren und um weiterem Ärger aus dem Weg zu gehen, ließ Ehnert das „un“ einschwärzen.

## Publikationen  (Auswahl)
- Rock in Deutschland. Taurus Press, Hamburg 1975.
- Hit Bilanz: Deutsche Chart Singles 2001–2002. British Chart Singles 2001–2002. US Chart Singles 2001–2002. Taurus Press, 2003, ISBN 3-922542-75-1.
- Hit Bilanz, Deutsche Chart LP’s, British Chart LP's, US Chart LP’s 1991–1994. Taurus Press, 1996, ISBN 3-922542-57-3.
- Hit Records British Chart Singles 1950–1965 Taurus Press, 1995, ISBN 3-922542-32-8.
- Hit Guide US Chart Singles 1950–1963 Taurus Press, 1992, ISBN 3-922542-47-6.
- Hit Records, British Chart Singles, 1985–1990. Taurus Press, 1991, ISBN 3-922542-43-3.
- Hit Guide, US Chart LP’s, 1964–1982. Taurus Press, 1990, ISBN 3-922542-19-0.
- Hit Records. British Chart Singles 1950–1965. Taurus Press Verlag populärer Musik – Literatur, 1981, ISBN 3-922542-06-9.
- Hit Bilanz. Deutsche Chart Singles 1956–1980. Taurus Press, 1987, ISBN 3-922542-24-7.
- The history of music in sound. Mehrteiliges Werk, Teil: 1959/73, mit  Ben Bonzo, Oxford University Press, 1982, ISBN 3-922542-03-4.

## CD-ROM
- Hit Bilanz / Deutsche Chart Singles 1956–2001. Taurus Press, 2002, ISBN 3-922542-60-3.